# Административное деление Сомалиленда
Согласно статье 109 Конституции, Сомалиленд делится на регионы (сомал. gobollo), которые в свою очередь делятся на районы (сомал. degmooyin). Административно-территориальное деление страны установлено законом Сомалиленда № 23/2002 (сомал. Xeerka Ismaamulka Gobolada iyo Degmooyinka), который был окончательно утверждён в 2007 году.

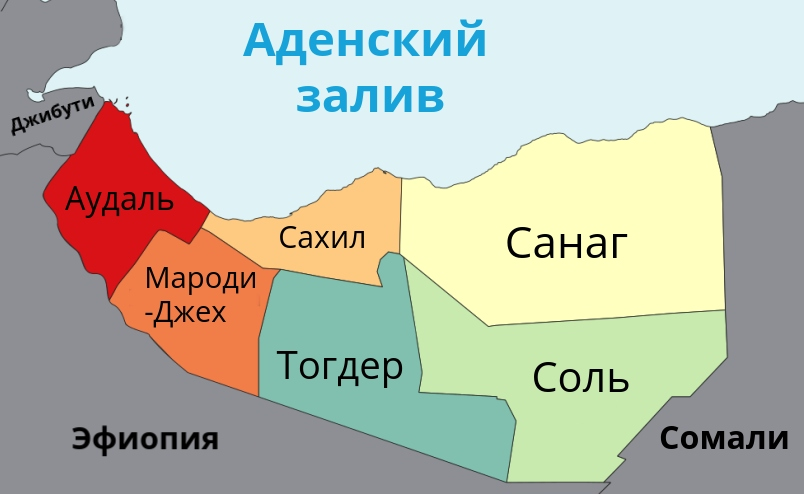
6 регионов Сомалиленда

В 2002 году законом были закреплены 6 регионов страны, с 22 марта 2008 года регионов стало 12, а 15 мая 2008 года был создан 13 регион — Хавд.
Согласно статье 3 Конституции столицей Сомалиленда объявлен город Харгейса.

## Регионы Сомалиленда
По состоянию на 2014 год фактическое административно-территориальное деление Сомалиленда насчитывает 13 регионов, часть из которых власти непризнанного государства не контролируют:
| № | Регион (сомал.)                | Административный центр (сомал.) | Территория (км2) | Население (чел.)                | Губернатор                          | Примечание                   |
| - | ------------------------------ | ------------------------------- | ---------------- | ------------------------------- | ----------------------------------- | ---------------------------- |
| 1 | Аудаль Awdal                   | Борама Boorama                  | 21 374           | 417 311 (оц. 2007)              | Abdoo Ahmed Aayer                   |                              |
| 2 | Уокойи-Гальбид Woqooyi Galbeed | Харгейса Hargaysa               | 28 836           | 700 345 (2005) 1 144 000 (2008) | Mohamed Mahmoud Ali                 |                              |
| 3 | Сахиль Saaxil                  | Бербера Berbera                 | нет данных       | 60 753 (2005)                   | нет данных                          |                              |
| 4 | Тогдер Togdheer                | Буръо Burao                     | 38 663           | 941 832 (2007)                  | Ahmed Omar Haji Abdillahi (Harmaji) |                              |
| 5 | Соль Sool                      | Ласъанод Laascaanood            | 25 036           | 150 277 (2005) 115 306 (2007)   | Mohamed Farah Aden                  | часть Хатумо, спорный статус |
| 6 | Санаг Sanaag                   | Эригабо Ceerigaabo              | 53 374           | 270 367 (2005) 531 145 (2007)   | Ahmed Muhumed Geele (Dacar)         | часть Хатумо, спорный статус |

Примечание:
1. Данные по площади административно-территориальных образований представлены по состоянию на 1991 год и их размерам в составе Сомали.
2. Переписи населения Сомалиленда не проводились, данные оценочные.
Согласно АТД Сомали Сахиль входит в Северо-Западную провинцию.

## История административно-территориального деления
До 26 июня 1960 года территория Сомалиленда была под управлением Великобритании под названием Британское Сомали. С 01 июля того же года Сомалиленд был включён в состав новообразованной Республики Сомали.
После смещения и изгнания генерала Мохаммеда Сиада Барре в январе 1991 года Сомали фактически распалось на множество самопровозглашённых территорий. 18 мая 1991 года специально созванный конгресс старейшин северосомалийских племен провозгласил создание независимой Республики Сомалиленд.

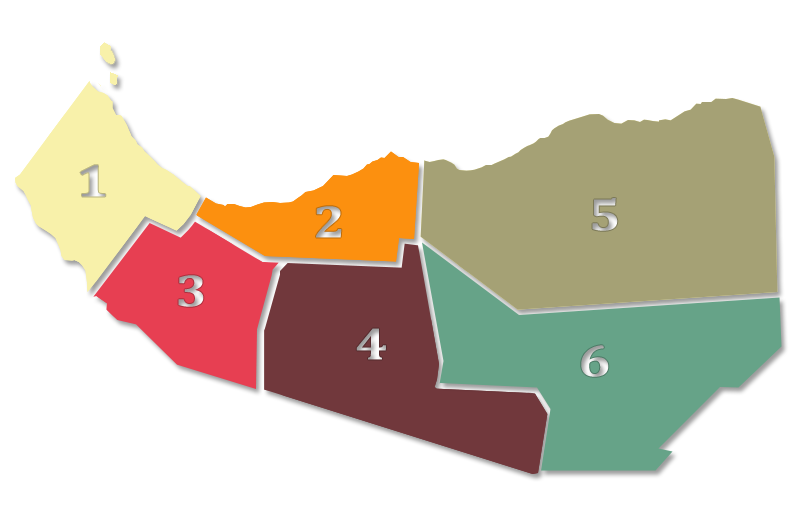
Регионы Сомалиленда на 2002 год:
1. Авдал
2. Саахил
3. Вокуй-Гальбид
4. Тогдер
5. Санааг
6. Сул

В 2002 году законом Сомалиленда были закреплены 6 регионов страны:
- Авдал (адм. центр — Борама)
- Саахил (адм. центр — Бербера)
- Вокуй-Гальбид (административный центр — Харгейса)
- Сул (адм. центр — Ласъанод)
- Тогдер (адм. центр — Буръо)
- Санааг (адм. центр — Эригабо)

С 22 марта по 15 мая 2008 года президентскими указами Дахира Риял Кахина (сомал. Daahir Rayaale Kaahin) были созданы 6 новых регионов и 16 новых районов, но парламент не одобрил эти изменения:
- из Вокуй-Гальбид был выделен регион Габилей (адм. центр — Габилей)
- из Тогдер — регионы Айн (адм. центр — Буходле) и Даадмадхеед (адм. центр — Одвейне)
- из Санааг — регион Маахир (адм. центр — Бадхан)
- из Авдал — регион Салал (адм. центр — Сайла)
- из Сул — регион Сараар (адм. центр — Айнабо)

15 мая 2008 года Дахир Риял Кахин провозгласил Хавд тринадцатым регионом страны (выделен из территории региона Вокуй-Гальбид) с административным центром в Балигубадле.

## Территориальные споры и претензии

Контроль над территориями Сомали

По состоянию на июнь 2014 года правительство Сомалиленда контролирует не всю территорию, на которую распространяет свой суверенитет.

### Маахир
В 2007 году Маахир провозгласил независимость от Сомалиленда, с 2009 года входит в состав Пунтленда. В период между независимостью от Сомалиленда и присоединением к Пунтленду территорию региона контролировало самопровозглашённое государство Маахир Сомали.

### Сул, Санааг и Айн
Регионы Сул, Санааг (восточная часть) и Айн объединяет общая клановая принадлежность их жителей (субклан Дулбаханте клана Дарод) и общая история. Принадлежность этих регионов оспаривается соседним самопровозглашённым государством Пунтленд.
На территории Сул, Санааг и Айн также претендует Сомалийское Государство Хатумо. Пунтленд заявляет, что власти переходного правительства Сомали не обладают полномочиями признавать автономные государства внутри Сомали.
Кроме того, территория Айн в 2010—2012 годах принадлежала единой автономии Сул-Санааг-Айна.
В 2008—2009 годах на территории регионов Сул, Санааг и Айн существовало самопровозглашенное Сомалийское Государство Нортленд.
С 2012 года на территории регионов Сул, Санааг и Айн провозглашено государство Хатумо, которое с 2016 года ведет переговоры с Сомалилендом об изменении конституции и вступлении с Сомалиленд.

## Органы власти регионов
Региональные (сомал. Golayaasha gobollada) и районные (сомал. Golayaasha degmooyinka) советы — это законодательные органы власти, чьи полномочия ограничены утверждением законодательных актов, которые не противоречат законодательству Сомалиленда и правовым актам исполнительных органов власти. Срок полномочий членов региональных советов — 5 лет.
Основные задачи региональных советов — планирование и решение экономических и социальных вопросов, в числе которых: здравоохранение, начальное и среднее образование, животноводство, обеспечение водой, электричеством, услугами связи, местные правоохранительные органы.
Глава региона (англ. The Chairman of the region) назначается правительством и выступает представителем центрального правительства Сомалиленда в регионе.
В соответствии с законом Сомалиленда № 23/2002 количество членов совета зависит от статуса региона или района:
- в Харгейсе 25 членов
- в районах класса А — 21 депутат
- в районах класса B — 17 депутатов
- в районах класса C — 13 депутатов
- в районах класса D — 9 депутатов